# Matej Palčič
Matej Palčič, slovenski nogometaš, * 21. junij 1993, Koper.
Člansko kariero je začel leta 2011 pri Kopru v slovenski prvi ligi, za katerega je odigral 95 tekem in dosegel osem golov, med letoma 2016 in 2018 je bič član Maribora, s katerim je osvojil naslov slovenskega državnega prvaka v sezoni 2016/17.  
Palčič je debitiral v dresu članske reprezentance 10. junija 2017 na kvalifikacijski tekmi v Ljubljani proti Malti.